# Ларкин, Филип
Фи́лип А́ртур Ла́ркин (англ. Philip Arthur Larkin, 9 августа 1922, Ковентри — 2 декабря 1985, Кингстон-апон-Халл) — британский поэт, писатель и джазовый критик.

## Биография и творчество
Родился в семье чиновника. Во время обучения в Оксфорде (1940—43) подружился с Кингсли Эмисом, который стал его товарищем по литературному объединению «Движение». Всю жизнь проработал университетским библиотекарем, сначала в Белфасте, а с 1955 года — в университете Халла.
В 1945 году Ларкин опубликовал на собственные сбережения дебютный поэтический сборник «Северный корабль», отмеченный влиянием Томаса Харди. Уже здесь были намечены ключевые темы его поэзии — «утраты, одиночество, страдания ущемлённых жизнью людей».
В оксфордские годы написал под псевдонимом Брюнетты Коулмен две повести, пародирующие романы для девочек и отмеченные гомоэротическими мотивами (опубликованы в 2002). Впечатления студенческих лет нашли отражение в его романе «Джилл» (1946).
Национальную известность принёс Ларкину сборник 1955 года «Меньший обман» (The Less Deceived), воспринятый как манифест поэтов-«пятидесятников», отрицающих как эмоциональные перехлёсты поэтов 1940-х годов, так и политическую ангажированность поэзии предвоенного десятилетия. Ларкин и его единомышленники (Эмис, Дж. Уэйн) стремились дистанцироваться от поэтики модернизма как очередного издания романтизма.
Для поэтической манеры Ларкина характерны недоговорённость, приглушённость, обрывочность. Его лирический герой — «потерявшийся в городской жизни одиночка, способный раскрыть иллюзорность сущего, но не склонный искать виноватых». Ирония поэта направлена на разрушение глубинных основ романтического мировосприятия. Романтизм он считал реакционным, давно отжившим свой век взглядом на мир, губительным для современного общества.
Ларкин был тонким ценителем музыки, в 1961—1971 годах вёл отдел джазовой музыки в газете The Daily Telegraph. Он также принадлежал к числу самых авторитетных литературных критиков своего времени. Его поддержке обязаны взлётом своей известности такие современники, как, например, Барбара Пим. Статьи Ларкина привлекли внимание к поэзии Томаса Харди и помогли вернуть её из относительного забвения.
В 1970-е годы творчество Ларкина попало в вузовские учебники и обрело широкую популярность, несмотря на несколько скептическое отношение академической среды. Советский журнал «Литературное обозрение» в 1975 году констатировал, что «наиболее признанным и влиятельным поэтом в Англии можно считать Филипа Ларкина».
Ларкин умер от рака пищевода в возрасте 63 лет. Публикация в 1992 году его корреспонденции шокировала британский истеблишмент расистскими суждениями, скабрёзным юмором, нецензурной лексикой и нескрываемым пристрастием к порнографии. Как пишет один из критиков, многие поклонники Ларкина «пришли в полное смятение, когда их посвятили в подробности его интимной жизни».

## Признание

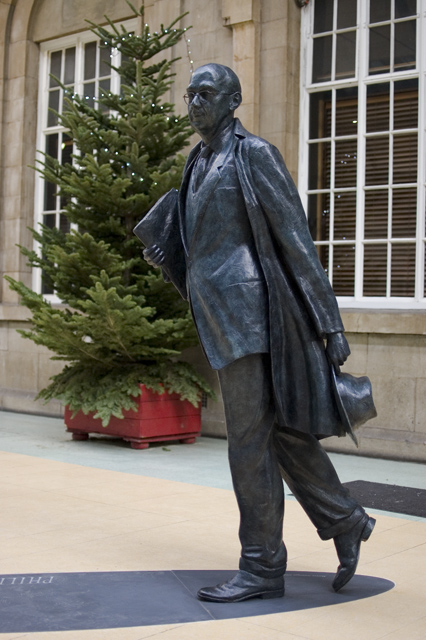
Памятник на вокзале в Халле

За свои литературные заслуги награждён орденом Кавалеров Славы и орденом Британской империи.
В 2003 году Общество поэтической книги назвало Ларкина самым любимым читателями послевоенным поэтом Великобритании, в 2008 году газета The Times — лучшим британским писателем послевоенной эпохи (Толкин, например, занял в этом списке лишь 6-е место).
В 1984 году Ларкину было предложено почётное звание поэта-лауреата, которое он отверг.
О его жизни написано и поставлено несколько пьес, роли Ларкина в них исполняли Том Кортни и Хью Бонневилль.
Удостоен золотой медали королевы за поэзию. В Халле ему поставлен памятник.
На стихи Ларкина писали музыку Александр Гёр, Робин Холлоуэй, Томас Адес, Дональд Хаген и др.

## Публикации
Сборники поэзии
- The North Ship (1945)
- XX Poems (1951)
- The Less Deceived (1955)
- The Whitsun Weddings (1964)
- High Windows (1974)
- Collected Poems (1988)
- Collected Poems (2003)

Переводы на русский язык
- Из современной английской поэзии: Роберт Грейвз, Дилан Томас, Тед Хьюз, Филип Ларкин М.:Прогресс, 1976.
- На сайте Лавка языков